# Zaki Khan Zand
Zaki Khan Zand (Muhammad Zaki Khan-e Zand) fou un membre de la dinastia Zand segurament cosí de Karim Khan Zand. Sota aquest fou governador d'Esfahan. A la mort de Karim es va oposar a la successió dels seus dos fills Abu l-Fath Khan Zand i Muhmmad Ali Khan Zand i va reclamar el poder. Zaki Khan era del llinatge budaq (i originalment oposat a Abu l-Fath) va agafar les regnes del poder. Llavors es va revoltar a Bàssora el germà de Karim, Muhammad Sadik Khan Zand que es va dirigir a Siraz. Zaki Khan va fer empresonar a Abu l-Fath per sospitar que tenia simpaties per l'oncle rebel i va proclamar a Muhammad Ali Khan (que era el seu gendre) com únic sobirà. Un altre pretendent es va alçar poc després, el nebot de Zaki Khan, Ali Murad Khan. Zaki Khan va morir en una revolta popular a Izadkhvast el 14 de juny de 1779. Abu l-Fath fou alliberat i restaurat al tron a Shiraz el 19 de juny de 1779 però amb la condició de compatir les decisions amb Muhammad Sadik Khan Zand.
Va deixar dos fills i una filla:
- Akbar Khan-e Zand, assassinat el 1782 a Shiraz per ordre d'Ali Murad Khan Zand
- Muhammad Khan-e Zand, va fugir de Pèrsia a la mort de Luft Ali Khan però després va tornar i va disputar al tron a Agha Muhammad Shah. Fou capturat i cegat amb el seu nebot (fill de l'anterior) per Fath Ali Shah qadjar el 1798 i va morir uns deu anys després deixant només filles.
- Una filla casada amb Muhammad Ali Khan-e Zand fill de Karim Khan.